# G. Julien
G. Julien war ein französischer Hersteller von Automobilen.

## Unternehmensgeschichte
Das Unternehmen aus Blois begann 1925 mit der Produktion von Automobilen. Der Markenname lautete Julien. 1926 endete die Produktion.

## Fahrzeuge
Das einzige Modell war ein Cyclecar. Für den Antrieb sorgte ein Einzylindermotor mit 174 cm³ Hubraum und 2 PS Leistung. Das Getriebe verfügte über zwei Gänge. Das Fahrzeug bot Platz für eine Person.